# Aeroportul Internațional Changi

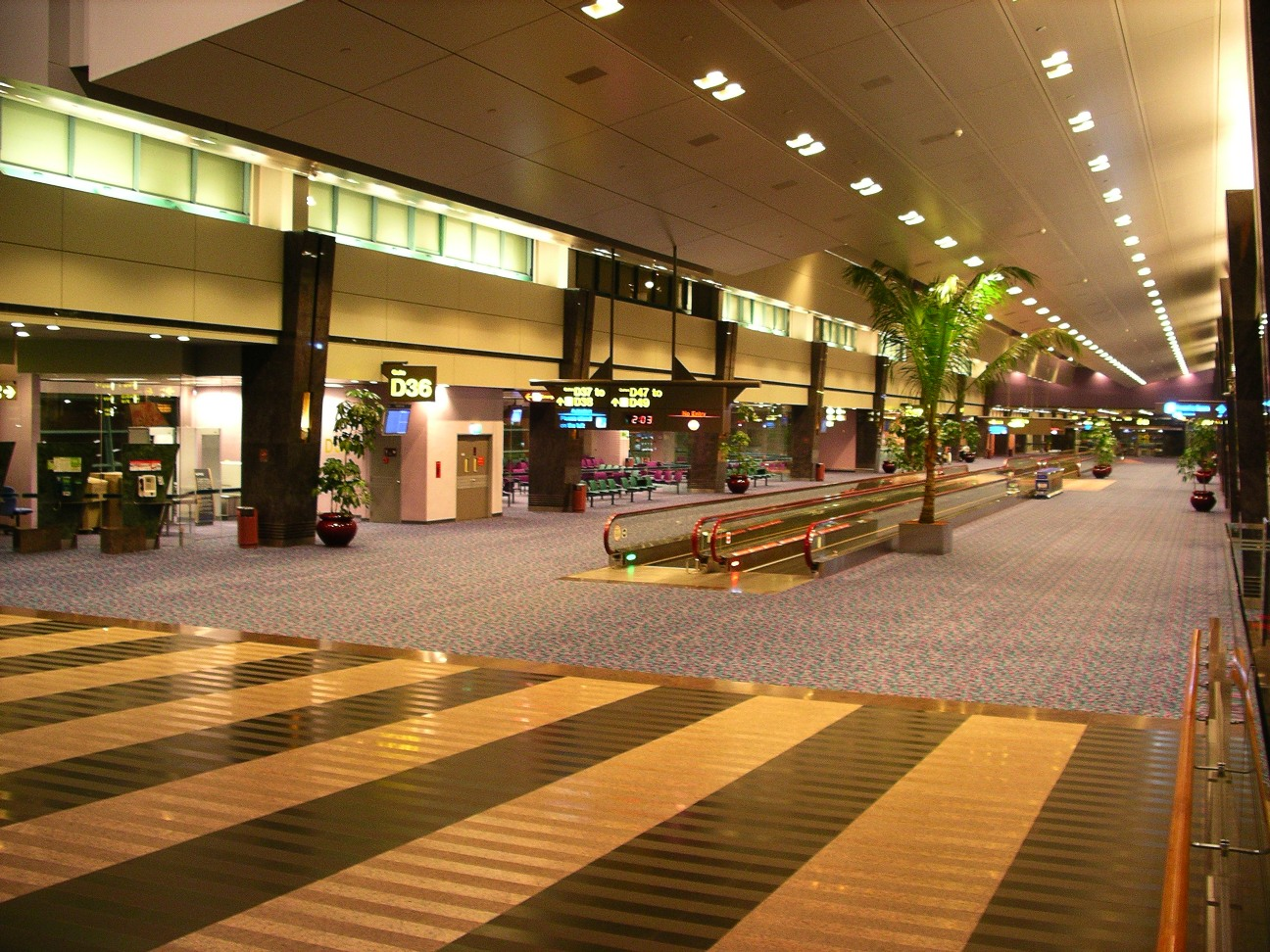
Interiorul Aeroportului Internațional Changi

Aeroportul Internațional Singapore-Changi (Singapore Changi Airport în engleză, 新加坡樟宜机场/Xīnjiāpō Zhāngyí Jīchăng în chineză, Lapangan Terbang Changi Singapura în malay, சிங்கப்பூர் சாங்கி விமானநிலையம în tamilă) este un punct principal de aviație din Singapore, Asia. Codul său IATA este SIN. Aeroportul este situat în Changi, o localitate 20 km est-nord-est de la centrul orașului Singapore. Changi-ul este servit de 79 de companii de aviație, incluzând Singapore Airlines, linia aeriană națională; aproximativ 4,000 de zboruri pe săptămână trec prin aeroport, de la 177 de orașe din toată lumea. Aeroportul are un personal de 13.000 de persoane și generează $4,5 miliarde pentru economia Singaporului. În imediata vecinătate a aeroportului se găsește celebrul lagăr japonez din timpul Celui de al Doilea Război Mondial, descris de prozatorul englez James Clavell în romanul omonim. În interiorul muzeului închisorii pot fi admirate frescele originale ale capelei, picate de deținuții britanici, dintre care mulți și-au pierdut viața aici din cauza condițiilor de deten'ie extrem de grele și a climei tropicale.

## Statistici
|  | Graficele sunt indisponibile din cauza unor probleme tehnice. Mai multe informații se găsesc la Phabricator și la wiki-ul MediaWiki. |

Vezi interogarea Wikidata.

## Transport din/spre oraș

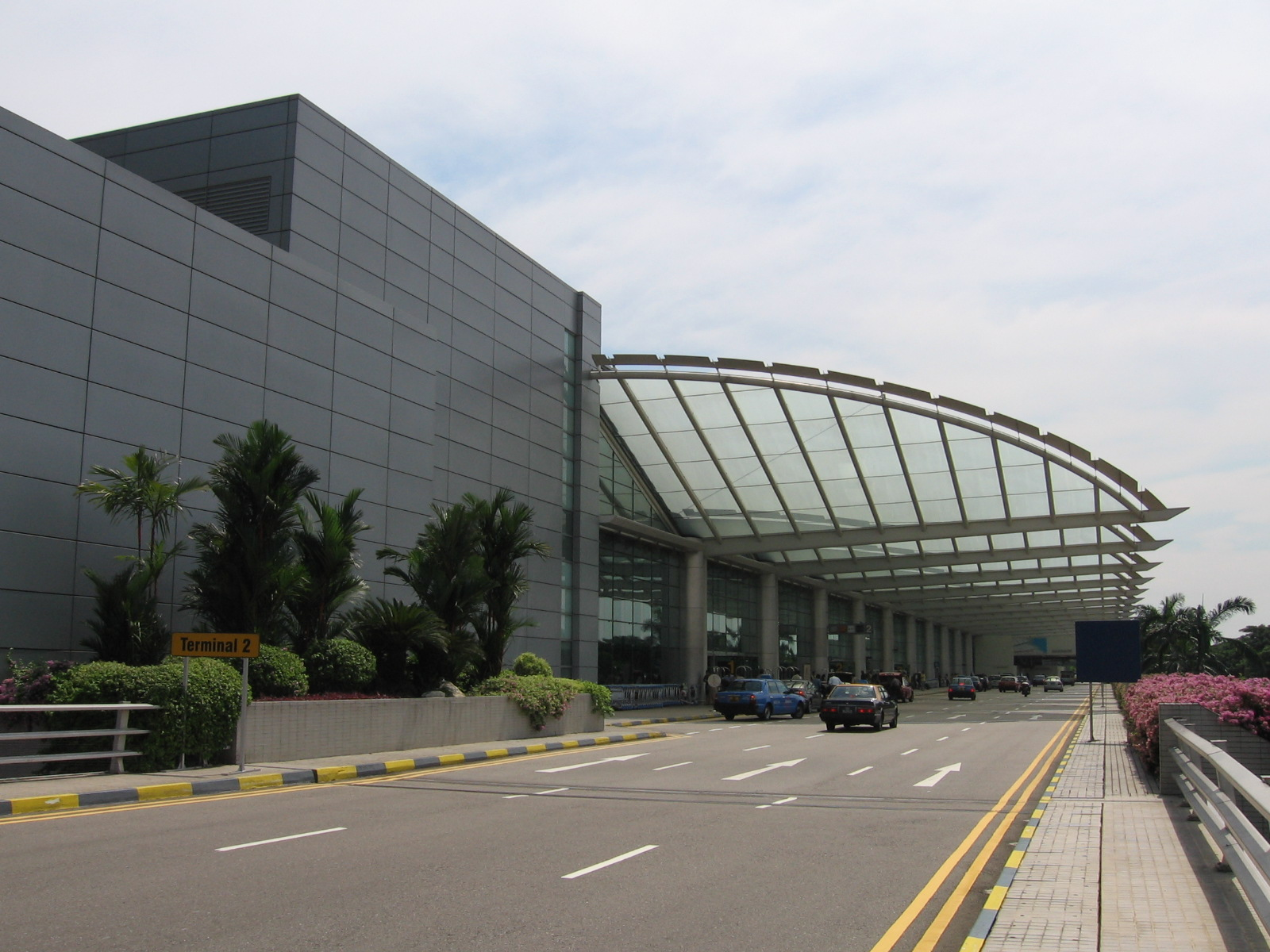
Terminalul 2

Aeroportul Changi este legat de diverse alte localități din Singapore prin sistemul de transport în comun. Din 2002, linia est-vest a metroului vine până la aeroport, la stația Changi Airport. Călătoria până în centrul orașului (stația de metrou City Hall) durează 26 de minute, cu transfer la Tanah Merah. De asemenea, șase rute de autobuz trec prin Aeroportul Changi, mergând spre centrul orașului și diverse suburbii. Taxiul sau limuzina sunt alte alternativ pentru transportul între aeroport și oraș.
1. ↑   https://store.aci.aero/wp-content/uploads/2018/05/2014_Traffic_Report_sample.xlsx Lipsește sau este vid: |title= (ajutor)